# Gennaro De Matteis
Gennaro De Matteis (Isernia, 6 marzo 1894 – Roma, 31 marzo 1984) è stato un militare e ingegnere italiano, medaglia di bronzo al Valor militare.

## Biografia
Figlio dell'avvocato Ferdinando De Matteis e di Mariannina Passarelli, compì gli studi classici presso la Scuola Militare Nunziatella di Napoli. Qui fu studente brillantissimo, tanto da essere esonerato dal sostenere l'esame finale di latino e greco, che padroneggiava perfettamente.
Ammesso all'Accademia Militare di Torino come allievo del 100º corso (1914-1915), ne uscì come primo assoluto con il grado di sottotenente. Inviato al fronte, partecipò alla prima guerra mondiale (Fronte italiano) come ufficiale del Corpo del Genio. Assegnato al 1º Reggimento Genio, assunse il comando della 17ª compagnia Zappatori e raggiunse il grado di capitano.
Partecipò alla Battaglia del solstizio nella zona del Montello, e tra il 19 ed il 23 giugno 1918 condusse i propri uomini all'attacco in evidente inferiorità numerica, meritando per il coraggio mostrato la Medaglia di bronzo al Valor militare.
Al termine del conflitto, fu assegnato all'Ufficio Progetti del Ministero della difesa, dove si rese protagonista della progettazione e realizzazione di alcuni degli edifici più importanti realizzati all'epoca. Tra tutti, da ricordare il Palazzo dei Marescialli (attuale sede del Consiglio Superiore della Magistratura), la Caserma Nomentana, la Città Militare della Cecchignola e l'Istituto Storico e di Cultura dell’Arma del Genio.
Lasciata Roma, fu assegnato al comando della Scuola del Genio di Civitavecchia. Durante la seconda guerra mondiale fu presente in Albania quale comandante dell'Armata dell'Est basata a Tirana, e l'8 settembre 1943 si oppose alla resa conseguente l'armistizio di Cassibile.
Fatto prigioniero dalle forze naziste, fu internato nello Stalag 367 di Tschenstochau (Częstochowa), Polonia. Una volta tornato in libertà, si congedò dall'esercito con il grado di generale di brigata ed intraprese la carriera ingegneristica civile. Alla sua morte, stimando che i propri familiari avessero di che condurre una vita serena, lasciò tutti i propri beni alla Fondazione intitolata a suo nome, ed avente lo scopo di sostenere giovani studenti meritevoli, ma scarsamente provvisti di risorse economiche.

## Onorificenze
Medaglia di bronzo al Valor militare